# Egesina salicivora
Egesina salicivora är en skalbaggsart som beskrevs av Holzschuh 2007. Egesina salicivora ingår i släktet Egesina och familjen långhorningar. Inga underarter finns listade i Catalogue of Life.